# Зорлу, Фатин Рюштю
Фатин Рюштю Зорлу (тур. Fatin Rüştü Zorlu; 20 апреля 1910 года ― 16 сентября 1961 года) ― турецкий дипломат и политик. Был казнён после государственного переворота в Турции в 1960 году по обвинению в коррупции и государственной измене.

## Биография
Фатин Зорлу родился 20 апреля 1910 года в Стамбуле в семье, происходящей из деревни Зор возле города Артвин на северо-востоке Турции. Окончив Галатасараййский лицей, Зорлу получил образование в области политических наук в Парижском институте политических исследований во Франции и в области юриспруднеции в Женевском университете в Швейцарии.
Вернувшись в Турцию, Зорлу начал свою карьеру в качестве дипломата в 1932 году в Министерстве иностранных дел. С 1938 года он работал на различных должностях в посольствах и консульствах в Берне (Швейцария), Париже (Франция), Москве (СССР), Бейруте (Ливан), а также в офисе министерства в Анкаре. После вступления Турции в НАТО 18 февраля 1952 года он был назначен послом в НАТО при Верховном штабе Союзных держав Европы в Париже.
В 1954 году Зорлу занялся политикой и был избран в Великое национальное собрание Турции депутатом от города Чанаккале от Демократической партии. Он был заместителем премьер-министра с 1954 по 1955 год, а также государственным министром в 1955 году и министром иностранных дел с 1957 года. Занимал пост министра иностранных дел до вооружённого переворота 27 мая 1960 года, в результате которого было свергнуто правительство премьер-министра Аднана Мендереса. В 1959 году он участвовал вместе с Аднаном Мендересом в собрании Бильдербергского клуба в Ешилькёй, Турция. По слухам, произошедший переворот мог быть каким-либо образом связан с этой встречей.
Зорлу был арестован вместе с некоторыми другими членами Демократической партии, обвинён в нарушении конституции и предан суду на острове Яссияда. Он был приговорен к смертной казни и повешен 16 сентября 1961 года на острове Имралы вместе с Аднаном Мендересом и Хасаном Полатканом. Спустя много лет после его смерти его могила была перенесена в мавзолей в Стамбуле 17 сентября 1990 года вместе с могилами двух других казнённых членов правительства.